# Les Loges (Alto Marne)
 Les Loges  es una población y comuna francesa, en la región de Champaña-Ardenas, departamento de Alto Marne, en el distrito de Langres y cantón de Fayl-Billot.

## Demografía[3]
| 386 | 357 | 419 | 396 | 412 | 406 | 437 | 398 | 426 | 424 | 410 | 380 | 339 | 344 | 331 | 290 | 272 | 238 | 219 | 214 | 196 | 195 | 217 | 189 | 206 | 242 | 222 | 196 | 184 | 154 | 149 | 132 | 126 | 138 |
| Para los censos de 1962 a 1999 la población legal corresponde a la población sin duplicidades (Fuente: INSEE [Consultar]) |     |     |     |     |     |     |     |     |     |     |     |     |     |     |     |     |     |     |     |     |     |     |     |     |     |     |     |     |     |     |     |     |     |